# Liste électorale

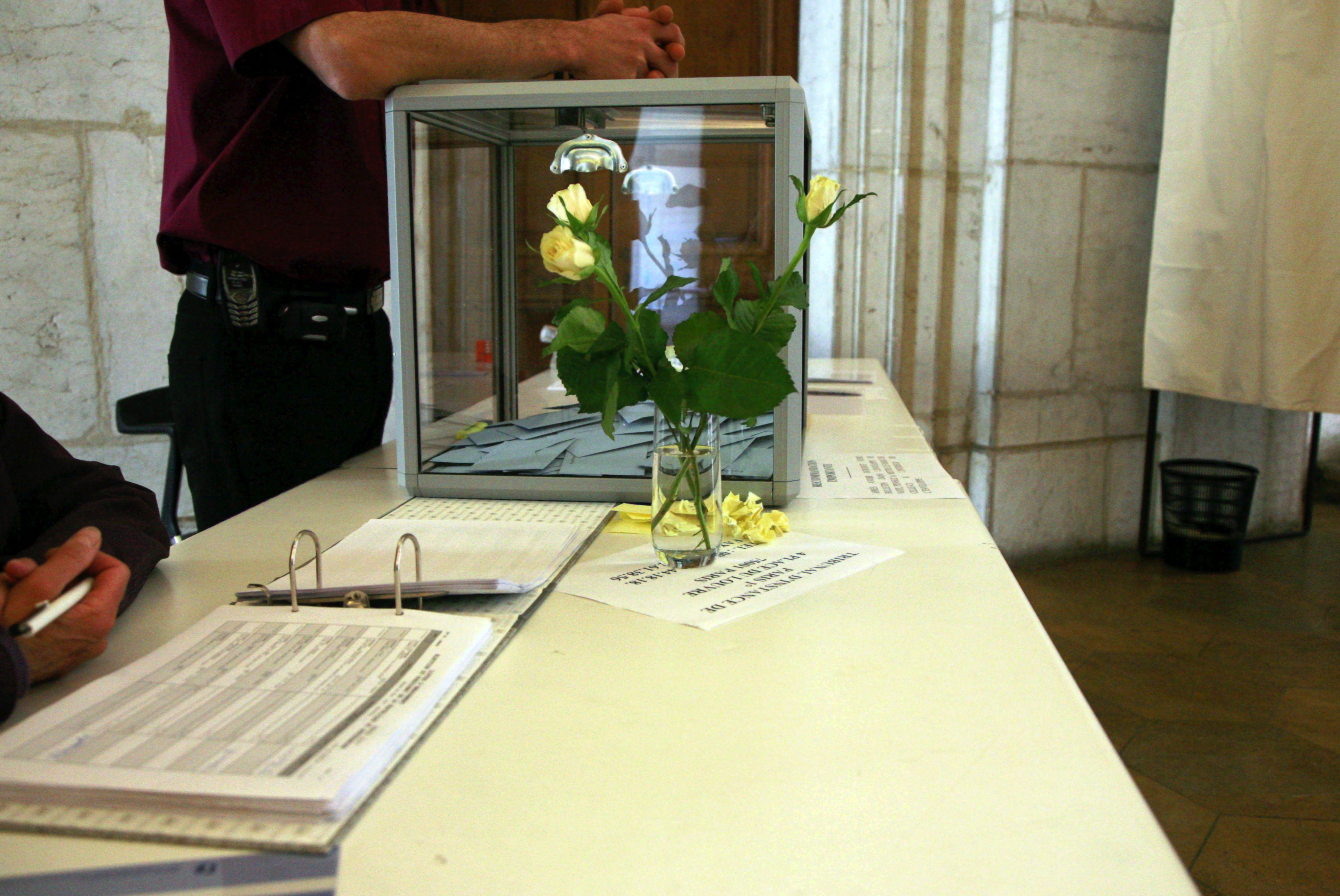
La liste d'émargement est, en France, une copie de la liste électorale. Elle permet au bureau de vote de s'assurer que l'électeur est régulièrement inscrit. Après avoir voté, l'électeur signe lui-même la liste d'émargement, afin de limiter les risques de fraude électorale.

Une liste électorale est un registre dressé comportant tous les noms des citoyens d'une circonscription électorale admis à voter.
La liste électorale, comme la carte d'électeur, est un élément de la procédure électorale d'un État, destinée à lutter contre les risques de fraude électorale. La fonction de la liste électorale est en effet de permettre de vérifier, avant la tenue du scrutin, que seuls y participent ceux qui en ont le droit et en garantissant par une gestion des fichiers électoraux, qu'il ne soit pas possible de s'inscrire à plusieurs endroits afin d'empêcher à un électeur de voter plusieurs fois.
Le droit de contester le contenu des listes électorales devant les tribunaux compétents assure aux électeurs et aux partis que tous les électeurs peuvent prendre part à un scrutin, et que des personnes n'ayant pas qualité ne puissent y participer.
En France, s'inscrire à une liste électorale déclenche un tirage au sort pour être juré. Si le citoyen est tiré au sort, il devra se rendre physiquement à la cour d'assises pour suivre l'intégralité d'un procès et rendre un jugement. Refuser de donner son temps pour remplir le rôle de juré après avoir été tiré au sort est puni d'une amende de 3 750 €.

## Pratiques des différents pays

### Belgique
Sont repris sur les listes des électeurs les Belges inscrits dans les registres de la population de la commune le premier jour du deuxième mois avant le scrutin (selon le Code électoral, « le quatre-vingtième jour qui précède celui de l'élection »), les citoyens qui, à la date de l'élection, ont atteint l'âge de 18 ans accomplis et qui, à la date de l'élection, ne sont pas privés de leur droit de vote en vertu des articles 6 et 7 du Code électoral. Les ressortissants étrangers ont la possibilité de se faire inscrire sur la liste des électeurs en Belgique, ils doivent, avant la date de clôture des listes, expressément manifester leur volonté de participer au scrutin pour les élections communales (tous les ressortissants étrangers, selon les modalités prévues par la loi) et pour l'élection du Parlement européen (ressortissants étrangers de l'Union européenne). L'agrément comme électeur reste valable lors d'une nouvelle élection (sauf renonciation par écrit) et en cas de changement de résidence en Belgique.

### France

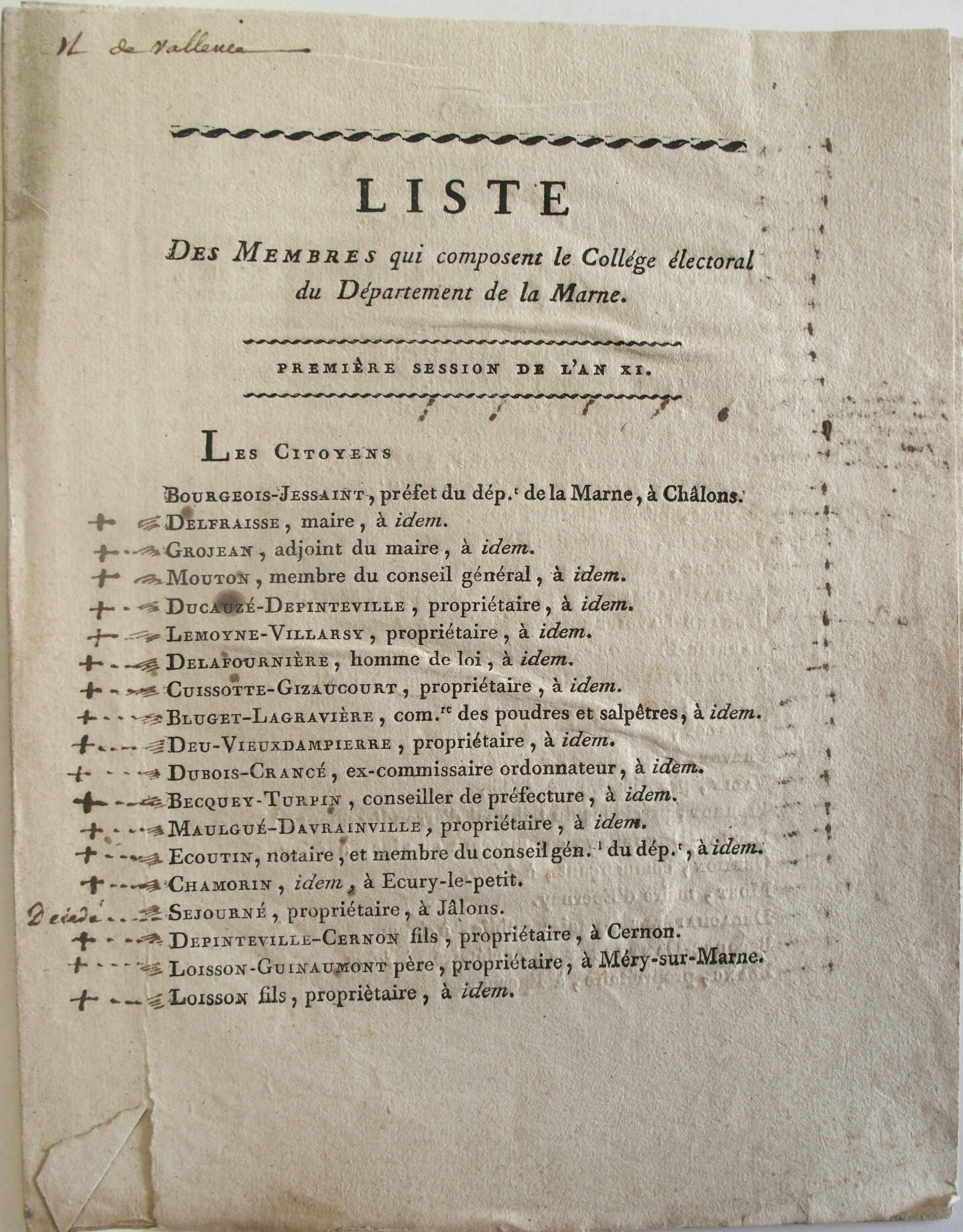
La liste des membres qui composent le collège électoral du département de la Marne - An XI.

#### Les petites listes
En politique, les petites listes (en anglais : small lists,) sont des listes de candidats qui se présentent aux élections mais qui n'ont pas d'élu ou une probabilité d'en avoir bien plus rare. L'expression est utilisée par les médias, déjà au XXe siècle. Public Sénat met en perspective que l’appellation petite liste est due au faible poids de ces listes dans les sondages, au faible nombre d'adhérents, et/ou du faible nombre d'élus locaux. A contrario, une liste qui n'est pas petite peut être qualifiée de « grosse ».
Les petites listes peuvent cibler les électeurs déçus par les partis politiques dits traditionnels. La difficulté pour les petites listes est le cout de l'impression de bulletins de votes et des professions de foi, alors qu'à l'étranger où les règles sont différentes, le coût de l'impression est calculé différemment.
Des petites listes sont régulièrement présentes en France lors des élections européennes où elles disposent d'une vitrine médiatique sans nécessité de parrainage. Pour les élections européennes françaises, des critères existent pour l'accès aux émissions radiotélévisées; les listes qui ne remplissent pas ces critères peuvent également être considérées comme des  « petites listes ».
En Nouvelle-Calédonie en 1979, pour le onzième conseil de gouvernement dit « Ukeiwé », le statut Dijoud[Quoi ?] conduit les petites listes à s’allier dans des « ententes ». Par la suite, de 1989 à 2019, aucune des petites listes qui s'étaient présentées aux élections provinciales n'a réussi à obtenir suffisamment de voix pour être représentative.
En 1999-2000, Pierre Larrouturou s'est plaint d'une très grande inégalité dans l'accès des « petites listes » aux émissions radiotélévisées.
En 2003, un communiqué de presse du Conseil des ministres du 29 janvier 2003 indique que les petites listes ne sont pas écartées des conseils régionaux, car un seuil de 5% permet aux listes de fusionner même quand elles n'atteignent pas les 10% nécessaires pour être élues.
En 2019, les 28 listes qui n'atteignent pas le seuil de 5 % captent 19,78 % des suffrages exprimés. Cette année-là, le candidat Nicolas Dupont-Aignan rassemble 795 508 voix soit 3,51 %. Les petites listes sont alors si nombreuses qu'un total de 34 listes ont été présentées.
En 2021, une affaire oppose les petites listes à l’État.

### Québec
Une liste électorale permanente informatisée des électeurs québécois a été constituée entre 1995 et 1997, en vertu de la Loi électorale afin de remplacer le recensement des électeurs qui était effectué avant chaque élection. Cette liste, gérée par le Directeur général des élections du Québec, sert à la fois aux scrutins provinciaux, municipaux et scolaires et comprend le nom, le prénom, l'adresse et la date de naissance des électeurs, ainsi qu'un fichier d'information géographique délimitant les territoires électoraux. Elle est mise à jour de manière continue par recoupement avec d'autres bases de données du gouvernement du Québec, dont le registre du régime universel d'assurance-maladie de la Régie de l'assurance-maladie du Québec pour les nouveaux résidents, pour les électeurs qui déménagent et pour les personnes qui atteignent le seuil de la majorité. Le recoupement avec les données de l'état civil est utilisée pour radier de la liste les électeurs décédés. Les citoyens peuvent également signaler eux-mêmes leur changement de domicile en communiquant directement avec le DGEQ entre deux périodes électorales.
Lors du déclenchement d'une élection, le processus de mise à jour de la liste électorale qui servira lors du scrutin est confiée à des commissions de révision mises en place dans chacune des circonscriptions électorales ou des municipalités, dans le cas d'une élection municipale. Ces commissions de révision peuvent inscrire ou radier un électeur ou corriger une inscription. L'électeur qui veut s'inscrire ou corriger une inscription doit se présenter une commission et faire la preuve de son éligibilité en tant qu'électeur au moyen de preuves d'âge, de domicile et de citoyenneté, le cas échéant. Une personne qui n'est pas inscrite le jour du scrutin ne peut se prévaloir de son droit de vote. Les corrections apportées à la liste électorale durant un scrutin sont refondues dans la liste électorale permanente après le scrutin.